# Brysselsteget

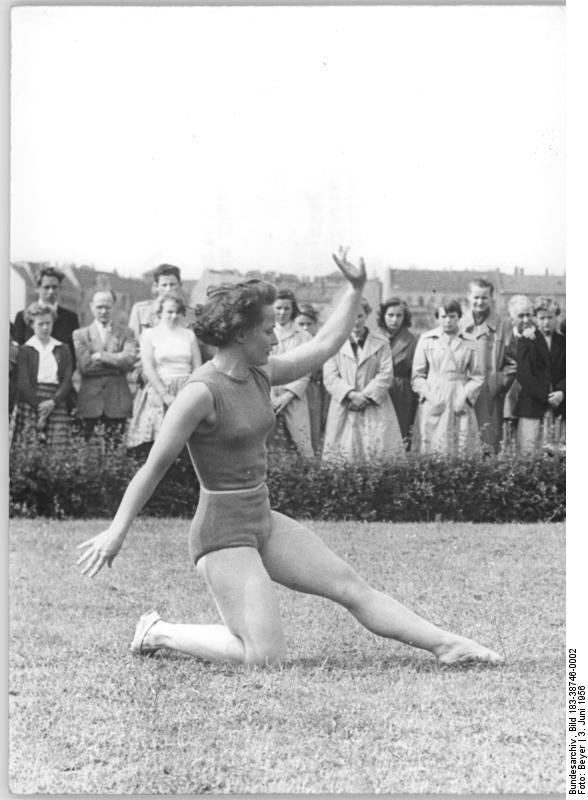
I jämförelse med bilden utförs ett brysselsteg genom att man lutar sig framåt och tar tag om den utsträckta foten med ena handen.

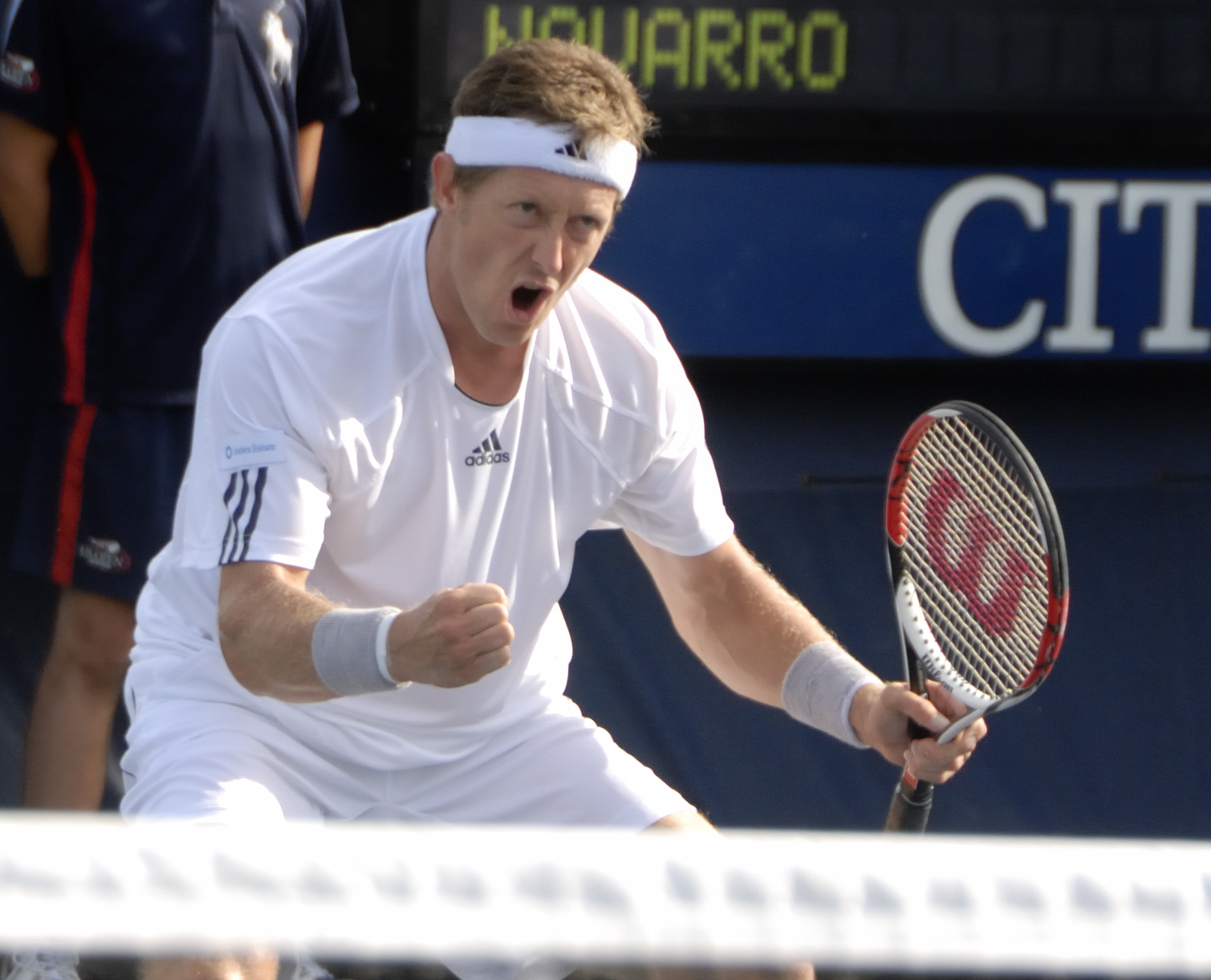
Jonas Björkman avslutade sina segermatcher med brysselsteget (foto från US Open 2008).

Brysselsteget är en gymnastisk manöver, ursprungligen uppfunnen och presenterad av humorgruppen Galenskaparna och After Shave 1989 i deras TV-serie En himla många program. Sketchen där steget hade premiär var ett referat från "ICA-hallen i Potsdam och Internationella Parad-VS i gymnastik med lek och idrott". Där utförde Fritiof Konkas (spelad av Knut Agnred) från Indien steget som del av sitt program i fristående. Senare har tennisspelaren Jonas Björkman använt brysselsteget som segergest.

## Utförande
Steget utförs genom att man stående tar tag i foten med handen. Därefter tar man ett sjumilakliv framåt (utan att tappa balansen) och sätter ned foten i marken utan att släppa taget med handen. Ursprungligen utförde Knut Agnred i After Shave brysselsteget stående på knä.

## Historik

### Galenskaparna och After Shave
Den ursprungliga presentationen av steget skedde 1989 i Galenskaparna och After Shaves TV-serie En himla många program. Den kom som del i ett nyhetsinslag i Sport-Attack i avsnitt 2, där man rapporterade från "ICA-hallen i Potsdam och Internationella Parad-VS i gymnastik med lek och idrott". Fritiof Konkas (spelad av Knut Agnred) från Indien utförde steget som del av sitt fristående program.
Galenskaparna och After Shave har även senare visat upp brysselsteget i samband med retrospektiva kavalkader. Bland annat bjöds publiken på Knut Agnreds gymnastiska innovation vid en uppvisning 2011 i Vara.

### Björkmans segergest
Under senare år har manövern mestadels uppmärksammats av den svenske tennisspelaren Jonas Björkman, som lånat manövern och gjort den till en personlig segergest. Redan 1997 syntes han offentligt tillsammans med Knut Agnred och Anders Eriksson, tränande på manövern, och under karriären utförde Björkman gesten i samband med avgörande segermatcher samt segermatcher i Davis Cup.
I samband med finalsegern i dubbel i Swedish Open 2008 (sitt sista deltagande i tävlingen som spelare) glömde han i sinnesrörelsen dock av att göra steget på banan inför publiken; han utförde dock brysselsteget en stund senare i samband med ett par segerintervjuer. Inför sitt deltagande i 2015 års Let's Dance talade Björkman även om att införa brysselsteget som ett danssteg.
I TV-programmet Mästarnas mästare 2017 gör Björkman brysselsteget som segergest ett flertal tillfällen.